# Egon Bretscher

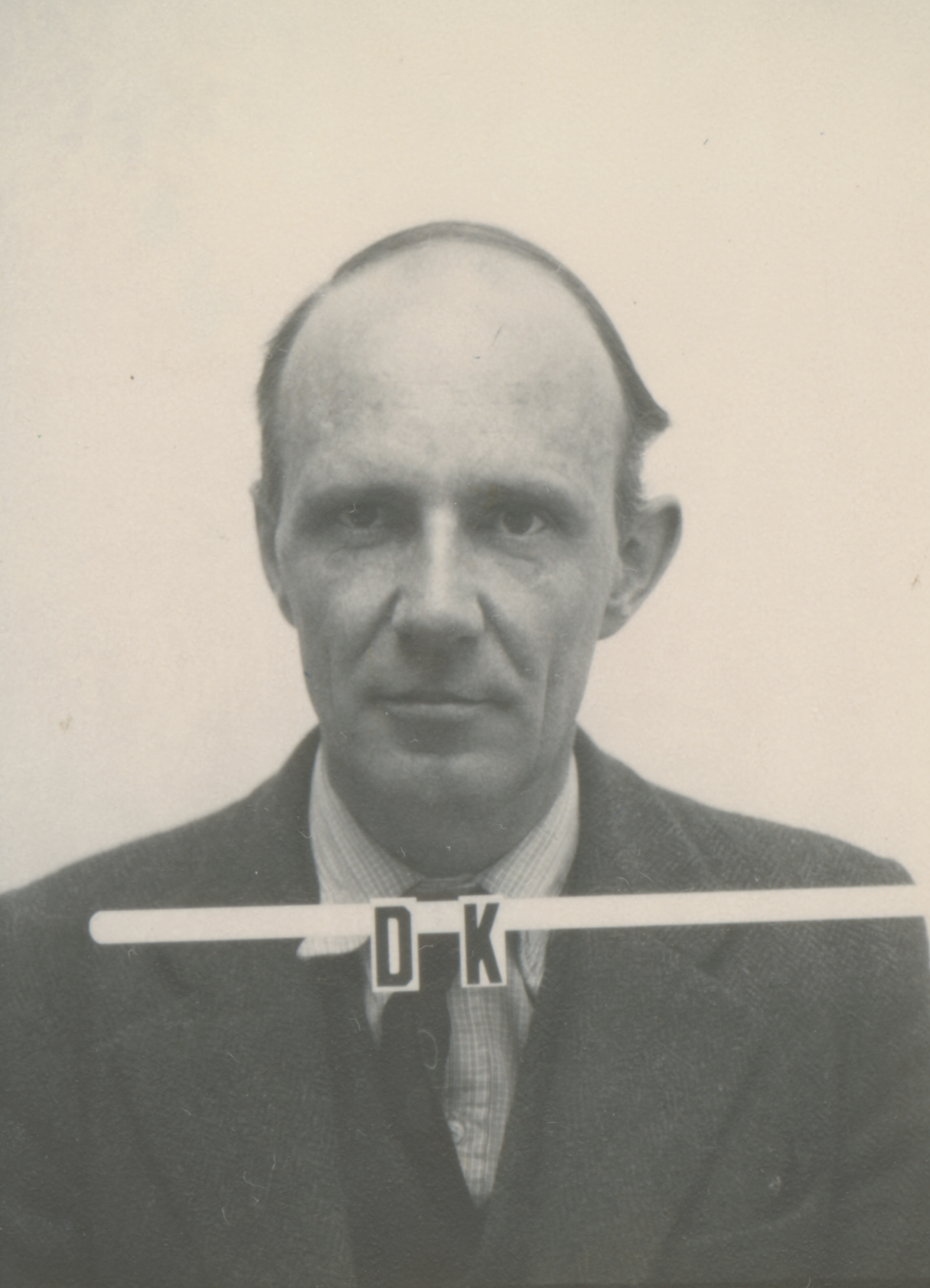
Egon Bretscher

Egon Bretscher (* 23. Mai 1901 in Zürich; † 16. April 1973) war ein Schweizer Kernphysiker und Chemiker.

## Leben
Bretscher studierte Chemie an der ETH Zürich, erhielt sein Diplom auf dem Gebiet der technischen Chemie und war anschliessend 1925–1927 Doktorand bei Sir James Walker an der Universität Edinburgh, wo er mit dem Thema Influence of substitution by the methoxy group on the optical rotary powers of menthyl naphthoates promovierte. Anschliessend ging er an die ETH Zürich zurück, wo er sich physikalischen Problemen zuwandte. Von 1934 bis 1936 war er mit einem Stipendium der Rockefeller-Stiftung am Cavendish-Laboratorium tätig. Ab 1936 war er Clerk Maxwell Scholar und ab 1939 Dozent an der Universität Cambridge. Er war einer der Forschungspioniere auf dem neu entstandenen Gebiet der Kernspaltung. Als erster Wissenschaftler in Grossbritannien erkannte er die zukünftige Bedeutung von Plutonium. Seine kernphysikalischen Arbeiten führten nach Ausbruch des Zweiten Weltkrieges zu seiner Einbindung in das Tube Alloys Project und Anfang 1944 zu seiner Teilnahme an der britischen Mission zum Manhattan-Projekt in Los Alamos. Dort arbeitete er in der Abteilung von Enrico Fermi. Seine Messungen zu nuklearen Streuquerschnitten erlangten später Bedeutung sowohl in der Fusionsforschung als auch in der Astrophysik.
Nach Kriegsende ging er 1947 an das Atomic Energy Research Establishment (A.E.R.E) in Harwell. Zunächst war er dort Leiter der Chemistry Division und ab 1948 Leiter der Nuclear Physics Division.
1966 wurde ihm der Verdienstorden Commander of the Order of the British Empire (CBE) verliehen. Bretscher starb 1973 in seinem Heimatland Schweiz.